# Jester Hairston
Jester Hairston (Belews Creek, 9 juli 1901 - Los Angeles, 18 januari 2000) was een Amerikaans koordirigent, componist, arrangeur, songwriter en acteur. Hij was twintig jaar lang de dirigent en arrangeur voor filmmuziek van Dmitri Tjomkin en werkte ook aan de muziek van tal van andere films. Hij is de componist van honderden christelijke liederen, waaronder de kersthit Mary's boy child. Daarnaast had hij verschillende, vooral kleine rollen in films, televisieseries en op de radio.

## Biografie
Hairston werd geboren in Belews Creek, een gemeentevrij gebied in Forsyth County in de staat North Carolina. Tijdens zijn jeugd verhuisde het gezin naar Homestead in Pennsylvania waar zijn vader werk had gevonden als staalwerker. Na zijn high school studeerde hij landschapsarchitectuur aan het Massachusetts Agricultural College, een studie die hij niet afmaakte omdat de studiebeurs van de kerk niet toereikend was. Later ving hij een studie aan de Tuftsuniversiteit aan met als hoofdvak muziek en sloot deze in 1928 cum laude af. Verder volgde hij nog een muziekstudie aan de prestigieuze Juilliard School.
Als kleurling werd hij vaak gediscrimineerd en - als kleinzoon van slaven - besloot hij dat hij zich wilde wijden aan volksliedjes van zijn voorouders. Tijdens de uitreiking van een eredoctoraat aan de Tuftsuniversiteit in 1977 verklaarde hij bijvoorbeeld: I wanted to keep that music alive.
In 1935 vertrok hij naar Hollywood en werd hij assistent-dirigent van het 'zwarte' Hall Johnson-koor, dat werd ingehuurd om te zingen in de film The green pastures. Hij ontmoette de Russische componist Dmitri Tjomkin toen deze het Johnson-koor dirigeerde voor muziek van Lost horizon (1937). Deze ontmoeting leidde tot de muzikale doorbraak van Hairston, omdat Tjomkin hem resoluut aanwees als diens dirigent en arrangeur, nadat een producer had betwijfeld of een zwart koor wel muziek in het Russisch zou kunnen voortbrengen. Hun samenwerking duurde twintig jaar en met zijn aandeel in de muziek van bijvoorbeeld Duel in the sun (1946), Red river (1948), She wore a yellow ribbon (1949) en Land of the pharaohs (1955) groeide Hairston uit tot een gerespecteerd koordirigent in de filmwereld.
Na zijn samenwerking met Tjomkin bleef hij werkzaam als dirigent en arrangeur. Tot zijn belangrijkste arrangementen wordt Amen gerekend in de film Lilies of the field (1963). Dit werk leverde hem de bijnaam The Amen Man op. Daarnaast componeerde hij ook nog eens meer dan driehonderd christelijke koorliederen, waaronder de kerstklassieker Mary's boy child. Hiervan verschenen tientallen covers waaronder in 1978 van Boney M.
Daarnaast acteerde hij in verschillende films van Tarzan, maar ook in andere films, en speelde hij mee in televisieseries en op de radio. In de serie Amos 'n' Andy speelde hij sinds 1951 de rol van de goed geklede zwarte Henry Van Porter die de andere zwarte karakters in de serie belachelijk maakte. Hij en andere acteurs kwamen tegen deze rol in het geweer en, nadat mensenrechtengroepen zich ermee bemoeiden, werd de serie in 1953 van de televisie gehaald. Hij bleef acteren tot in de jaren negentig.
Hairston ontving viermaal een eredoctoraat en hij heeft een ster op de Hollywood Walk of Fame.

## Filmografie (selectie)

### Films
| Jaar | rilm                                             | rol                                     |
| ---- | ------------------------------------------------ | --------------------------------------- |
| 1936 | The green pastures                               | Lid van het Hall Johnson-koor           |
| 1941 | Sullivan's travels                               | Misdienaar                              |
| 1952 | We're not married!                               | Kerstkoorleider                         |
| 1954 | Gypsy colt                                       | Carl                                    |
| 1955 | Tarzan's hidden jungle                           | Medicijnman                             |
| 1960 | Raymie                                           | Ransom                                  |
| 1960 | The Alamo                                        | Jethro                                  |
| 1962 | To kill a mockingbird                            | Spence Robinson, Toms vader             |
| 1968 | Finian's rainbow                                 | Passion Pilgrim-gospelzanger            |
| 1976 | The bingo long traveling all-stars & motor kings | Kleermaker met bont, verkoper souvenirs |

### Televisie
| Jaar      | titel                     | rol               | afleveringen     |
| --------- | ------------------------- | ----------------- | ---------------- |
| 1951      | Amos 'n' Andy             | Henry             | 1 aflevering     |
| 1955      | You are there             | Thornton          | 1 aflevering     |
| 1956      | Gunsmoke                  | Wellington        | 1 aflevering     |
| 1956      | The 20th century fox hour | Jacob             | 1 aflevering     |
| 1959      | Rawhide                   | Zachariah         | 1 aflevering     |
| 1961      | Thriller                  | Papa Benjamin     | 1 aflevering     |
| 1962      | Have gun - will travel    | Oude man          | 1 aflevering     |
| 1969      | The outcasts              | Daniël            | 1 aflevering     |
| 1969      | The Virginian             | John Douglas      | 1 aflevering     |
| 1974–1975 | That's my mama            | Wildcat           | 22 afleveringen  |
| 1975      | Harry O                   | Jefferson Johnson | 1 aflevering     |
| 1986–1991 | Amen                      | Rolly Forbes      | 110 afleveringen |
| 1993      | Family matters            | William           | 1 aflevering     |

- Biblioteca Nacional de España: XX1571239
- Bibliothèque nationale de France: cb14762589m (data)
- Gemeinsame Normdatei: 135029309
- International Standard Name Identifier: 0000 0000 7689 7118
- Library of Congress Control Number: no93015690
- Nationale Bibliotheek van Letland: 000048949
- MusicBrainz: fd2e0dc2-379c-4243-990f-4afc1cedb25a
- Nationale Bibliotheek van Tsjechië: pna2009504995
- LIBRIS: 58747
- SNAC: w6321jqv
- Système universitaire de documentation: 250045982
- Trove: 884930
- Virtual International Authority File: 56874524
- WorldCat: E39PBJktpxWxKrppMmqhrmDXh3